# Christian Frantz Schmidt
Christian Frantz Schmidt (1734 (døbt 1. maj) i Hellested på Als – 25. juni 1828) var en dansk forstmand og gartner.

## Biografi
Efter at have lært gartneriet blev Schmidt 1767 slotsforvalter på Frederiksberg Slot og anlagde 1775 en frugttræplanteskole ved slottet med det formål at virke til frugtavlens fremme blandt landboerne. 1782 blev denne virksomhed udvidet til at omfatte hele landet, og Schmidt blev udnævnt til generalinspektør over de kongelige haveplantager.
1786 blev han efter ansøgning afskediget som slotsforvalter, og hans virksomhed blev indskrænket til hertugdømmerne, hvor han med kongelig understøttelse anlagde en planteskole på Nygaard ved Haderslev. 1802 solgte han denne ejendom, men han døde først 94 år gammel.
Schmidt har forfattet en række afhandlinger og selvstændige skrifter om skovbrug, havebrug, træmangel, træbesparelse og indhegning, men har næppe været i besiddelse af megen originalitet.